# Клэптон, Эрик
Э́рик Па́трик Клэ́птон (англ. Eric Patrick Clapton; род. 30 марта 1945 года, Рипли, Суррей, Англия) — британский рок-музыкант (композитор, гитарист, вокалист). Командор ордена Британской империи (CBE).
В 1960-е годы Клэптон играл с блюз-роковыми группами John Mayall's Bluesbreakers, The Yardbirds, Cream. Его музыкальный стиль со временем менялся, но он всегда держался блюзовых корней. Клэптон много работал сольно и как сессионный музыкант. Имел ироническое прозвище «медленная рука» (англ. Slowhand), которое стало названием одного из самых успешных альбомов (1977). Самым успешным синглом за всю сольную карьеру Клэптона стала кавер-версия песни «I Shot the Sheriff» ямайского музыканта Боба Марли, которая возглавила американские чарты в сентябре 1974 года. В 1993 году Клэптону присуждены премии «Грэмми» во всех самых престижных номинациях: «альбом года» (MTV Unplugged), «песня года» («Tears in Heaven») и «запись года» («Tears in Heaven»).
Эрик Клэптон является одним из самых уважаемых и влиятельных рок-музыкантов. Он — единственный музыкант, который трижды включён в Зал славы рок-н-ролла: в качестве сольного исполнителя и члена рок-групп Cream и The Yardbirds. Клэптон фигурирует в переизданном журналом Rolling Stone в 2011 году списке величайших гитаристов всех времён на втором месте после Джими Хендрикса. В предыдущей версии списка он занимал четвёртое место после Хендрикса, Дуэйна Оллмэна и Би Би Кинга. Также фигурирует в составленном тем же журналом списке величайших исполнителей всех времён — и как сольный исполнитель, и как участник групп Cream и The Yardbirds.

## Биография

### Ранние годы
Эрик Патрик Клэптон родился 30 марта 1945 года в деревне Рипли, графство Суррей, Англия. Его родителями были 16-летняя Патрисия Молли Клэптон (1929−1999) и Эдвард Уолтер Фрайер (1920−1985), 24-летний солдат из Монреаля: Фрайер был отправлен на фронт до рождения Клэптона, а затем вернулся в Канаду. Клэптон вырос с бабушкой, Розой, и её вторым мужем, Джеком Клэппом, который был отчимом Патрисии Клэптон и её брата Адриана. Эрик рос, думая, что его мать — это его сестра, а бабушка и дедушка — отец и мать. Сходство фамилий породило ошибочное мнение, что настоящая фамилия Клэптона это Клэпп (Реджиналд Сесил Клэптон — было имя первого мужа Розы, деда по материнской линии Эрика Клэптона). Годы спустя, его мать вышла замуж за другого канадского солдата и переехала в Германию, оставив молодого Эрика с бабушкой и дедушкой в графстве Суррей.
На свой тринадцатый день рождения Клэптон получил акустическую гитару Hoyer, сделанную в Германии, но на недорогом инструменте со стальными струнами было трудно играть, и Эрик на короткое время потерял к нему интерес. Через два года Клэптон взял её снова и начал играть постоянно. Клэптон находился под влиянием блюза с раннего возраста, часами занимался, изучая блюзовые аккорды, играя вместе с аудиозаписями. Он продолжил свои занятия с использованием своего портативного катушечного магнитофона Grundig, слушал их снова и снова, пока не чувствовал, что делает всё правильно.
В 1961 году, после окончания школы Холлифилд в Сербитоне, учился в Кингстонском художественном колледже, но был отчислен в конце учебного года, потому что его внимание по-прежнему было сосредоточено на музыке, а не на изобразительном искусстве. Его игра на гитаре была настолько умелой, что в возрасте шестнадцати лет его начали замечать. Примерно в это же время начал выступать как уличный музыкант в Кингстоне, Ричмонде и лондонском Вест-Энде. В 1962 году начал выступать дуэтом с другим энтузиастом блюза Дэвидом Броком в пабах по всему Суррею. В семнадцать лет присоединился к своей первой группе — The Roosters, исполнявшей ранний британский R&B, играл в ней с января по август 1963 года вместе с другим гитаристом Томом Макгиннессом.
В октябре того же года Клэптон отыграл семь концертов с Casey Jones & The Engineers.

### The Yardbirds и The Bluesbreakers
В октябре 1963 года Клэптон присоединился к The Yardbirds, группе с сильным блюзовым влиянием, и оставался с ними до марта 1965 года. Соединяя влияние чикагского блюза и ведущих блюзовых гитаристов, таких как Бадди Гай, Фредди Кинг и Би Би Кинг, Клэптон ковал неповторимый стиль и быстро стал одним из самых популярных гитаристов британской музыкальной сцены. Группа первоначально исполняла кавер-версии блюзовых и ритм-энд-блюзовых песен известных американских блюзменов и начала приобретать известность, когда заняла место Rolling Stones в клубе Crawdaddy в Ричмонде. В конце 1963 — начале 1964 года Yardbirds предприняли концертный тур по Великобритании вместе с легендарным блюзменом Сонни Бой Уильямсоном. Два года спустя записи этих концертов были изданы в виде альбома Sonny Boy Williamson and the Yardbirds. В феврале 1964 года группа подписала контракт со звукозаписывающим лейблом Columbia Graphophone Company, и в декабре того же года выпустила свой первый альбом Five Live Yardbirds, составленный из концертных записей, сделанных в марте в легендарном клубе Marquee в Лондоне. Этот альбом представляет одну из самых ранних записей Клэптона.
Ритм-гитарист Yardbirds Крис Дрея вспоминает, что именно в этот период времени всякий раз, когда Клэптон рвал гитарную струну во время концерта, он оставался на сцене и менял её. Английская публика пережидала задержку, делая то, что называют «медленными аплодисментами» (англ. slow handclap). Клэптон сообщил своему официальному биографу Рэю Коулману, что прозвище «slowhand» («медленная рука») появилось благодаря продюсеру группы Джорджо Гомельскому: он придумал его как хороший каламбур. Он постоянно твердил, что я был быстрым исполнителем, поэтому он превратил «slow handclap» в «slowhand» как игру слов.
В декабре 1964 года Клэптон в составе Yardbirds впервые выступил в Королевском Альберт-Холле, Лондон. С тех пор Клэптон выступал в зале более 200 раз и заявлял, что выступление в этом месте похоже на «игру в моей гостиной».
В марте 1965 года Yardbirds выпустили свой первый большой хит «For Your Love», где Клэптон играл на гитаре. The Yardbirds избрали путь в сторону поп-ориентированного звучания, отчасти из-за успеха «For Your Love», написанной наёмным поп-автором Грэмом Гоулдманом, который также написал хиты для Herman's Hermits, The Hollies и других. Преданный блюзу Клэптон был против изменения стиля и покинул группу. Он рекомендовал в качестве замены своего приятеля, гитариста Джимми Пейджа, но Пейдж в то время не желал отказываться от прибыльной карьеры студийного музыканта, так что Пэйдж, в свою очередь, порекомендовал на замену Клэптону Джеффа Бека.
В апреле 1965 года Клэптон присоединился к John Mayall & the Bluesbreakers, но через несколько месяцев покинул группу. В июне Клэптон был приглашён на джем с Джимми Пейджем, записав ряд треков; задним числом эта сессия и её участники будут названы The Immediate All-Stars. Летом 1965 года он уехал в Грецию с группой The Glands, в которой на клавишных играл его старый друг Бен Палмер. В ноябре 1965 года он вернулся в группу Джона Мэйола. Во время второго пребывания в Bluesbreakers, игра Клэптона создала ему имя лучшего клубного блюзового гитариста. Хотя Клэптон получил мировую известность за свою игру во альбоме Blues Breakers with Eric Clapton, этот альбом был выпущен уже после того, как Клэптон окончательно покинул группу в последний раз в июле 1966 года. В 1966 году, будучи ещё членом John Mayall & the Bluesbreakers, Клэптон короткое время сотрудничал в недолговечном блюз-роковом коллективе Eric Clapton and the Powerhouse, в который кроме него вошли Стив Уинвуд, Джек Брюс, Пол Джонс и двое других музыкантов. Эта группа просуществовала менее года, записала всего несколько песен и распалась.

### Cream (1966—1968)

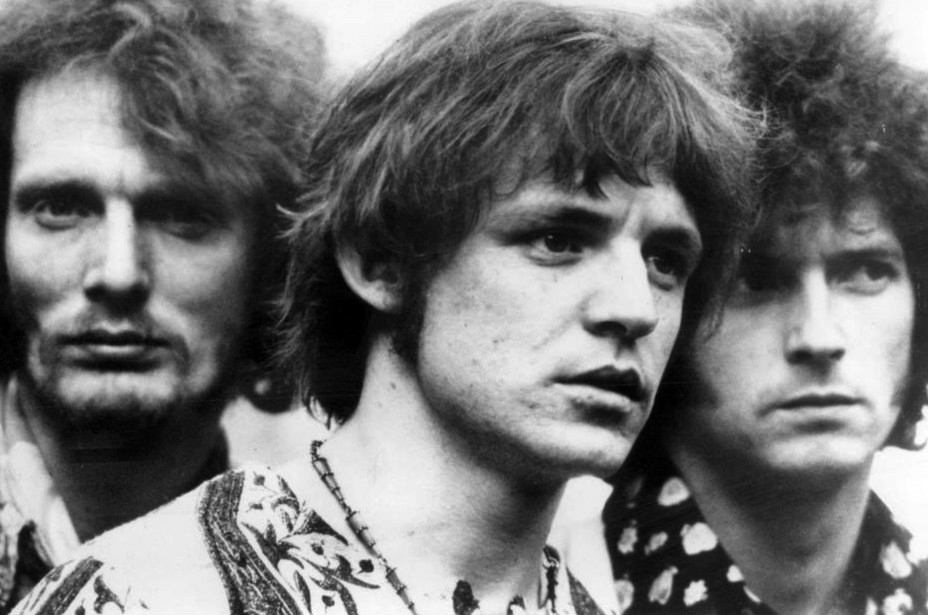
Клэптон (справа) в составе Cream

Клэптон покинул Bluesbreakers в июле 1966 года (его заменил Питер Грин) и был приглашён барабанщиком Джинджером Бейкером играть в сформированной им группе Cream, одной из самых ранних рок-супергрупп, где на бас-гитаре играл Джек Брюс, успевший до этого поиграть в Bluesbreakers, The Graham Bond Organisation и Manfred Mann. До образования Cream Клэптон не был хорошо известен в США; он покинул Yardbirds до того, как песня «For Your Love» попала в Top Ten в США, и ещё не начал сольную карьеру. За время работы с Cream Клэптон начал развиваться как певец, автор песен и гитарист, хотя Брюсу принадлежала большая часть вокала и написал большую часть материала в соавторстве с поэтом-песенником Питом Брауном. Первый концерт Cream был неофициальным выступлением в клубе Twisted Wheel в Манчестере 29 июля 1966 года перед их полным дебютом двумя вечерами позже на национальном фестивале джаза и блюза в Виндзоре. Cream создал себе легенду благодаря громким блюзовым джемам и продолжительными соло.

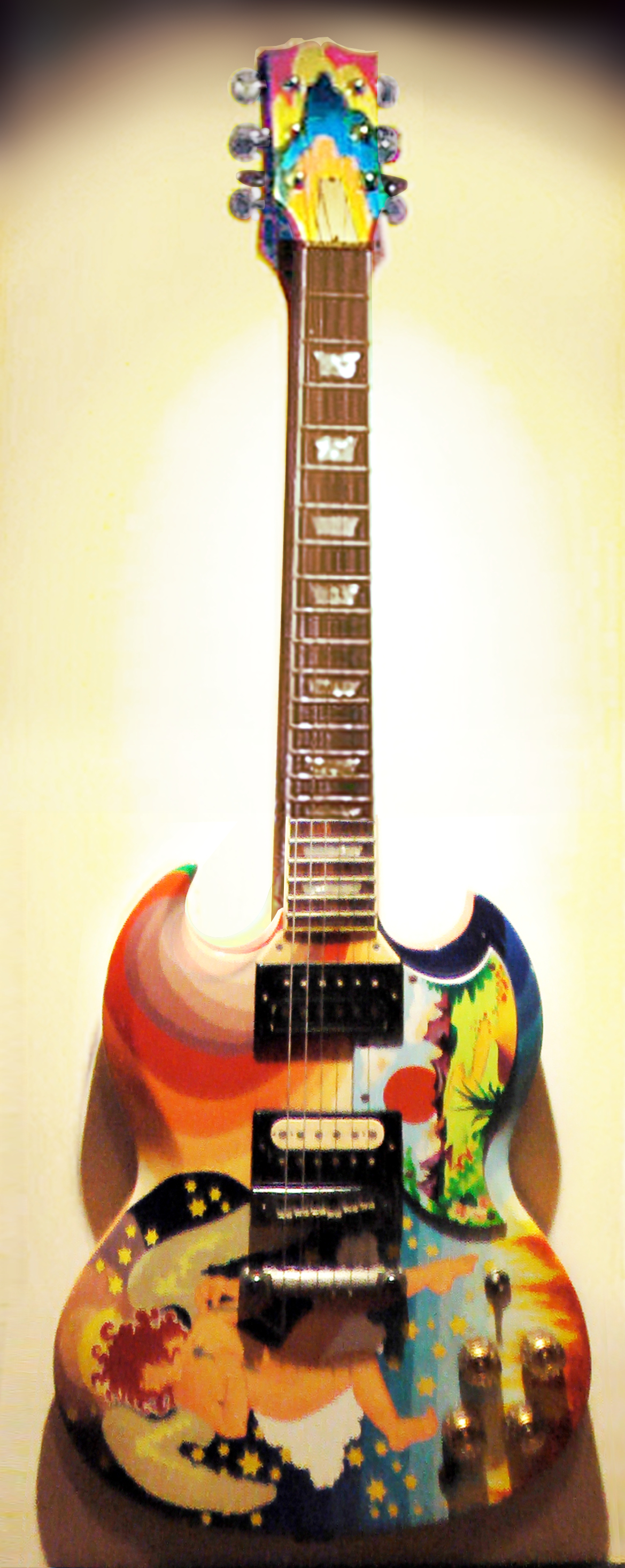
Дубликат гитары Клэптона The Fool, с ярким художественным оформлением и знаменитым «женским тоном» — символ психоделической эпохи 1960-х годов.

К началу 1967 года поклонники нового блюз-рокового звучания в Великобритании начали изображать Клэптона как лучшего британского гитариста; однако он обнаружил, что соперничает с внезапно появившимся в Лондоне Джими Хендриксом, вдохновлённым эйсид-роком, который использовал воющую обратную связь и педали эффектов, заставляя инструмент звучать по-новому. 1 октября 1966 года Хендрикс присутствовал на представлении новообразованных Cream в Политехническом институте Центрального Лондона и джемовал с ними во время исполнения удвоенной по времени «Killing Floor». Лучшие рок-звёзды Великобритании, в том числе Клэптон, Пит Таунсенд, Rolling Stones и The Beatles, с большим интересом посещали ранние клубные выступления Хендрикса, оказавшего немедленное и значительное влияние на следующий этап карьеры Клэптона.
Клэптон впервые посетил Соединённые Штаты во время гастролей с Cream. В марте 1967 года группа выступила с девятью шоу в театре RKO в Нью-Йорке. Музыканты записали Disraeli Gears в Нью-Йорке с 11 по 15 мая 1967 года. Репертуар Cream варьировался от хард-рока («I Feel Free») до длинных блюзовых инструментальных джемов («Spoonful»). В «Disraeli Gears» присутствовали жгучие гитарные партии Клэптона, парящий вокал и плавная игра на басу Брюса, а также мощное, ритмичное джазовое звучание Бейкера. Вместе таланты участников Cream сделали их влиятельным в музыкальных кругах пауэр-трио.
За 28 месяцев Cream стал коммерческим успехом, продавая миллионы пластинок и играя по всей территории США и Европы. Они пересмотрели роль инструменталиста в роке и стали одной из первых блюз-рок-групп, подчеркнувшей музыкальную виртуозность и длительные импровизационные сессии в стиле джаз. Их американские хитовые синглы включают «Sunshine of Your Love» (№ 5, 1968), «White Room» (№ 6, 1968) и «Crossroads» (№ 28, 1969). Хотя Cream была провозглашена как одна из величайших групп своего времени, а репутация Клэптона гитарной легенды достигла новых высот, супергруппа просуществовала недолго. Употребление наркотиков и алкоголя усилило напряжённость в отношениях между тремя членами, а конфликты между Брюсом и Бейкером в конечном итоге привели к решению распустить группу. Ещё одним важным фактором, повлиявшим на гибель трио, стал резко критический отзыв в Rolling Stone о концерте группы во время её второго тура в США, что сильно задело Клэптона. Прощальный альбом Cream, Goodbye, включал материал, записанный на Форуме в Лос-Анджелес 19 октября 1968 года, был выпущен вскоре после роспуска Cream.

### Период 1968—1970
Из альбома Goodbye был выпущен студийный сингл «Badge», написанный Клэптоном совместно с Джорджем Харрисоном. Клэптон познакомился с Харрисоном и подружился с ним после того, как The Beatles играли в один день с Yardbirds эпохи Клэптона в London Palladium. Клэптон сыграл гитарное соло в написанной Харрисоном «While My Guitar Gently Weeps» из Белого Альбома. Клэптон также сыграл в дебютном альбоме Харрисона Wonderwall Music, но в силу тех же контрактных ограничений его имя не было указано на обложке. В дальнейшем музыканты играли на концертах друг у друга в качестве приглашённых музыкантов.
В январе 1969 года, когда The Beatles записывали и снимали материал, который позже превратился в Let It Be, напряжение в группе стало настолько острым, что Харрисон на несколько дней покинул группу, что побудило остальных рассмотреть возможность замены его на Клэптона (эта идея особенно понравилась Джону Леннону). Майкл Линдсей-Хогг, телевизионный режиссёр звукозаписывающих сессий для Let It Be, вспоминает: «Я был там, когда Джон упомянул Клэптона — но это не должно было случиться. Стал бы Эрик битлом? Нет. Пол не хотел этого. Он не хотел, чтобы они расстались. Потом вернулся Джордж». Клэптон был в хороших отношениях со всеми четырьмя битлами; в декабре 1968 года Клэптон играл с Ленноном в The Rolling Stones Rock and Roll Circus в составе группы-однодневки The Dirty Mac.
Следующая группа Клэптона, Blind Faith, образованная в 1969 году, состояла из барабанщика Cream Джинджера Бейкера, Стива Уинвуда из Traffic и Рика Греча из Family. Супергруппа дебютировала перед сотней тысяч болельщиков в лондонском Гайд-парке 7 июня 1969 года. Они исполнили несколько концертов в Скандинавии и начали американский тур в июле, прежде чем был выпущен их единственный альбом Blind Faith. Он состоял всего из шести песен, одна из которых — хит «Can't Find My Way Home». Blind Faith распались менее чем через семь месяцев.
Впоследствии Клэптон совершил поездку в качестве сессионного музыканта для проекта Delaney & Bonnie and Friends, ранее выступавших на разогреве у Blind Faith. Этой осенью он также сыграл два концерта в качестве члена группы Plastic Ono, в том числе записанное выступление на концерте Rock And Roll Revival в Торонто в сентябре 1969 года, выпущенное как альбом Live Peace in Toronto 1969. 30 сентября 1969 года Клэптон играл партию соло-гитары на втором сольном сингле Леннона «Cold Turkey». 15 декабря 1969 года Клэптон выступил с Ленноном, Джорджем Харрисоном и другими в составе Plastic Ono Band на концерте в пользу для ЮНИСЕФ в Лондоне.
Делани Брамлетт поощрял Клэптона к пению и написанию песен. Используя аккомпонирующих музыкантов Брамлетта и звёздный состав сессионных музыкантов, включая Леона Рассела и Стивена Стиллса, Клэптон записал свой первый сольный альбом в перерыве между двумя короткими турами. Делани Брамлетт написал для альбома шесть песен вместе с Клэптоном, также спродюсировал альбом. Бонни Брамлетт написала «Let It Rain». Кавер-версия песни Джей Джей Кейла «After Midnight» неожиданно заняла 18 место в американском чарте. Клэптон также работал со многими из группы Делани и Бонни, записывая альбом Джорджа Харрисона All Things Must Pass весной 1970 года.
В течение этого напряжённого сезона Клэптон также записывался с другими артистами, включая доктора Джона, Леона Рассела, Plastic Ono Band, Билли Престона, Ринго Старра и Дэйва Мейсона. С блюзовым певцом Хаулином Вулфом он записал альбом The London Howlin' Wolf Sessions, в создании которого также приняли участие давний коллега Вулфа Хьюберт Самлин, Стив Уинфуд, Ринго Старр и участники The Rolling Stones. Несмотря на суперзвёздный состав, критик Каб Кода отметил: «даже Эрик Клэптон, который обычно приветствует любой шанс сыграть с одним из своих кумиров, неоднократно критиковал этот альбом в интервью, что само по себе говорит о многом». Другие известные записи этого периода включают гитарную работу Клэптона в «Go Back Home» из одноимённого первого сольного альбома Стивена Стиллса.

### Derek and the Dominos
Желая противодействовать «звёздной» культовой атмосфере, которая начала формироваться вокруг него, Клэптон собрал новую группу, состоящую из бывшей ритм-секции дуэта Delaney & Bonnie: клавишника и вокалиста Бобби Уитлока, басиста Карл Рэйдла и барабанщика Джима Гордона. Клэптон намеревался показать, что ему не нужно исполнять главную роль и что он хорошо функционирует как член ансамбля. В этот период на Клэптона всё больше влияла группа The Band, в частности, их альбом Music from Big Pink. Он говорил: «что я ценил в The Band, так это то, что они больше интересовались песнями и пением. У них будет трёх- и четырёхчастная гармония, и гитара снова будет рассматриваться как аккомпанемент. Это меня вполне устраивало, потому что я так устал от виртуозности — или псевдовиртуозности — длинных, скучных гитарных соло только потому, что их ожидали. The Band вернули всё на круги своя. Приоритетом была песня».
Близкая дружба Клэптона с Джорджем Харрисоном привела его к знакомству с женой Харрисона, Патти Бойд, в которую он влюбился. Когда она отвергла его ухаживания, безответная привязанность Клэптона побудила его написать большую часть материала для двойного альбома Layla and Other Assorted Love Songs. В этот альбом вошла заглавная песня о любви «Layla», вдохновлённая классическим произведением персидской поэзии «История Лейлы и Меджнуна» Низами Гянджеви, с которым Клэптон познакомился благодаря Яну Далласу. Книга глубоко затронула Клэптона, поскольку это был рассказ о молодом человеке, который безнадёжно влюбился в красивую, недоступную женщину и сошёл с ума, потому что не мог жениться на ней. Одной из отличительных музыкальных особенностей этого альбома являются слайд-гитартные партии Дуэйна Олмана. Layla and Other Assorted Love Songs был записан в августе-сентябре 1970 года в Criteria Studios, Майами, и был издан в декабре того же года.
Трагические события преследовали группу на протяжении всей её короткой карьеры. Во время сессий Клэптон был морально опустошён известием о смерти Джими Хендрикса; восемью днями ранее группа записала кавер его песни «Little Wing». 17 сентября 1970 года, за день до смерти Хендрикса, Клэптон купил леворукий «Стратокастер», который собирался подарить Хендриксу на день рождения. В дополнение к бедам Клэптона, альбом Layla and Other Assorted Love Songs получил только тёплые, но далеко не восторженные отзывы. Группа предприняла тур по США без Оллмана, который вернулся в The Allman Brothers. Несмотря на то, что по словам Клэптона, что тур проходил среди настоящей бури наркотиков и алкоголя, в результате его был выпущен концертный двойной альбом In Concert. Готовилась и запись второго альбома, но конфликты между участниками привели к распаду группы. 29 октября 1971 года погиб Дуэйн Оллман, разбившись во время езды на мотоцикле. Клэптон написал позже в своей автобиографии, что они были неразлучны во время сессий во Флориде; он говорил об Оллмане как о «музыкальном брате, которого у меня никогда не было, но я желал, чтобы был».

### Клэптон в 1970-е: начало сольной карьеры
Карьерные успехи Клэптона в 1970-х резко контрастировали с проблемами в личной жизни, которая была отягощена наркоманией и алкоголизмом. Первый сольный альбом Eric Clapton (выпущенный в августе 1970 г.) был записан с ноября 1969 по январь 1970 года, в период его участия в проекте Derek and the Dominos и совместной работы с американским дуэтом Delaney & Bonnie, причём Делани и Бонни Брэмлет приняли непосредственное участие в записи альбома, а Делани стал его продюсером.

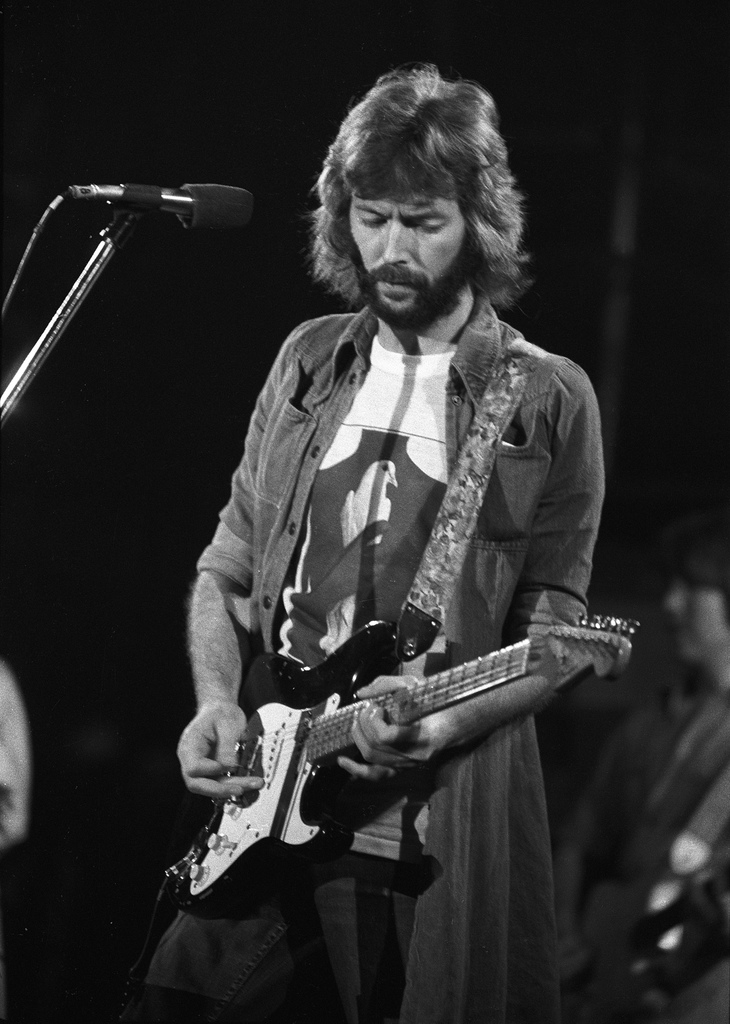
Клэптон с гитарой «Blackie» во время тура There’s One in Every Crowd. 15 августа 1975 года

Затем в музыкальной карьере Клэптона наступила чёрная полоса. После распада Derek and the Dominos под влиянием неразделённых чувств к Патти Бойд он уединился в своей резиденции в Суррее, где приобрёл героиновую зависимость. Это привело к длительному перерыву в карьере, прерванному только концертом для Бангладеш в августе 1971 года (в ходе этого концерта Клэптон потерял сознание на сцене, но потом встал и сумел закончить своё выступление). В январе 1973 года Пит Таунсенд организовал концерт для Клэптона в лондонском Rainbow Theatre, названный Rainbow Concert, чтобы помочь Клэптону избавиться от своей зависимости (позже Клэптон вернул услугу, сыграв «проповедника» в музыкальном фильме «Томми» в 1975 году).
В 1974 году Патти Бойд оставила Харрисона и начала жить с Клэптоном, хотя официально поженились они только в 1979 году. Клэптон больше не употреблял героин, хотя постепенно начал сильно пить. Он собрал гастрольную группу, в которую вошли Рэдл, гитарист из Майами Джордж Терри, клавишник Дик Симс, барабанщик Джейми Олдакер и вокалистки Ивонн Эллиман и Марси Леви. С этой группой Клэптон записал один из своих лучших альбомов 461 Ocean Boulevard (1974) с акцентом на более компактные песни и более короткими гитарными соло. Кавер-версия песни «I Shot the Sheriff» стала первым хитом номер один Клэптона и сыграла важную роль в привлечения внимания широкой аудитории к регги и музыке Боба Марли. Следующий альбом There's One in Every Crowd (1975) продолжил эту тенденцию. Клэптон отправился в мировое турне, по итогам которого в том же году был записан концертный альбом E. C. Was Here.
Во второй половине 1970-х Клэптон продолжал выпускать новые альбомы и регулярно гастролировал. Самыми заметными вехами этого периода стали альбомы No Reason to Cry (1976, записан при участии Боба Дилана и The Band), а также Slowhand (1977, хиты «Wonderful Tonight» и второй кавер Дж. Дж. Кейла «Cocaine»). В 1976 году Клэптон выступил в качестве одного из знаменитых гостей на прощальном выступлении The Band, снятом в документальном фильме Мартина Скорсезе «Последний вальс».

### Клэптон в 1980-е годы
В 1981 году продюсер Мартин Льюис пригласил Клэптона принять участие в программе Amnesty International «The Secret Policeman’s Other Ball» в Лондоне. Клэптон принял приглашение и объединился с Джеффом Беком, чтобы исполнить серию дуэтов — как сообщается, это было их первое сценическое сотрудничество. Три выступления были выпущены в альбоме, а одна из песен появилась в фильме. Выступления в лондонском театре «Друри-Лейн» возвестили о возвращении к Клэптону формы и известности в новом десятилетии. Многие факторы повлияли на возвращение Клэптона, включая его «углубляющуюся приверженность христианству», к которому он обратился до своей героиновой зависимости.
Позвонив своему менеджеру и признавшись, что он алкоголик, Клэптон вылетел в Миннеаполис-Сент-Пол в январе 1982 года и зарегистрировался в Лечебном центре Хейзелдена, расположенном в Сентер-Сити, штат Миннесота. Во время полёта Клэптон много пил, опасаясь, что больше никогда не сможет пить. Клэптон написал в своей автобиографии: «В самые тяжёлые моменты моей жизни я не совершал самоубийства только потому, что знал, что не смогу больше пить, если умру. Это было единственное, ради чего стоило жить, и мысль о том, что люди собираются попытаться избавить меня от алкоголя, была настолько ужасна, что я пил, пил и пил, и им пришлось практически нести меня в клинику».
После выписки врачи Хейзелдена рекомендовали Клэптону не участвовать ни в каких мероприятиях, которые могли бы послужить триггерами для его алкоголизма или стресса. Через несколько месяцев после выписки Клэптон начал работать над своим следующим альбомом, вопреки предписаниям врачей. Работая с Томом Даудом, он выпустил то, что считал своим «самым принудительным» альбомом на сегодняшний день — Money and Cigarettes. Клэптон выбрал такое название для альбома «потому что это всё, что я видел у себя после первой реабилитации от алкоголизма».
В 1984 году он принял участие в записи сольного альбома бывшего члена Pink Floyd Роджера Уотерса The Pros and Cons of Hitch Hiking и присоединился к концертному туру в его поддержку. С тех пор Уотерс и Клэптон были в близких дружеских отношениях. Клэптон, теперь опытный благотворительный исполнитель, играл на концерте Live Aid 13 июля 1985 года. Когда ему предложили место, близкое ко времени пикового просмотра, он был явно польщён.

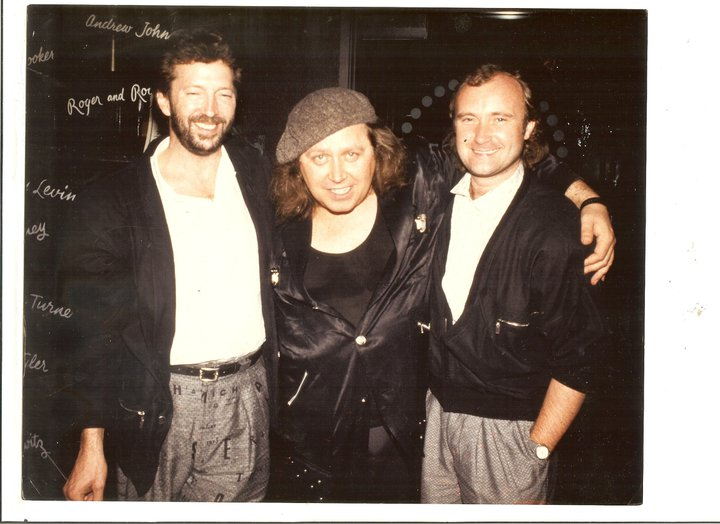
Клэптон, Кинисон, Коллинз, 1980-е

В 1984 году Патти Бойд ушла от Клэптона, мотивируя это его алкоголизмом и многочисленными романами на стороне. Официальный развод был оформлен в 1988.
Оправившись от своих пристрастий, Клэптон вновь стал записывать альбомы, в том числе два спродюсированных с Филом Коллинзом, Behind the Sun (1985, c хитами «Forever Man» и «She’s Waiting») и August (1986). August был переполнен фирменным звуком барабанов и духовых инструментов Коллинза, и на сегодняшний день стал наиболее продаваемым альбомом Клэптона в Великобритании, достигнув третьей позиции в британских чартах. Первый трек альбома, хит «It’s in the Way That You Use It», появился в фильме «Цвет денег». Украшенный звучанием духовых инструментов «Run» перекликается с коллинзовским «Sussudio» и другими работами, в то время как «Tearing Us Apart», где спела Тина Тёрнер, и «Miss You» представляли обычный для Клэптона более жёсткий звук. После альбома последовал двухлетний тур Клэптона с Коллинзом, басистом Натаном Истом, а также клавишником и автором песен Грегом Филлинганом, также сыгравшими в альбоме. Во время тура в августе было записано два концертных видео группы из четырёх человек, Eric Clapton Live from Montreux и Eric Clapton and Friends.
Позже Клэптон переделал «After Midnight» как сингл и рекламный трек для пивного бренда Michelob, который также использовал более ранние песни Коллинза и Стива Уинвуда. Клэптон выиграл награду Британской академии телевидения за сотрудничество с Майклом Кэйменом в работе над сериалом BBC 1985 года «Край тьмы». На церемонии вручения Британской премии 1987 года в Лондоне Клэптон был удостоен премии за выдающийся вклад в музыку.
Клэптон также сотрудничал с Bee Gees в благотворительных целях. Супергруппа называла себя The Bunburys и записала благотворительный альбом, доходы от которого пошли в Cunket Club Bunbury в Чешире, где проводятся матчи по крикету, чтобы собрать деньги для некоммерческих организаций в Англии. The Bunburys записали три песни для The Bunbury Tails: «We’re the Bunburys», «Bunbury Afternoon» и «Fight (No Matter How Long)». Последняя песня также появилась в альбоме Летних Олимпийских игр 1988 года и заняла 8 место в чарте рок-музыки. В 1989 году Клэптон выпустил альбом Journeyman, который охватывал широкий спектр стилей, включая блюз, джаз, соул и поп. В записи альбома поучаствовали: Джордж Харрисон, Фил Коллинз, Дэрил Холл, Чака Хан, Мик Джонс, Дэвид Санборн и Роберт Крей.

### Клэптон в 1990-е годы
Начало 1990-х годов ознаменовалось серией из 32 концертов в Королевском Альберт-Холле. Записанный материал вошёл в альбом 24 Nights. 27 августа 1990 года один из блюзовых гитаристов Стиви Рэй Вон, который гастролировал с Клэптоном, и три члена их дорожного экипажа погибли в результате крушения вертолёта. 20 марта 1991 года четырёхлетний сын Клэптона Конор умер, упав из окна 53-го этажа в квартире его друга в Нью-Йорке на 117 East 57th Street. Похороны Конора состоялись 28 марта в церкви Святой Марии Магдалины в родной деревне Клэптона в Рипли, графство Суррей.
Горе Клэптона выразилось в песне «Tears in Heaven», которую он написал в соавторстве с Уиллом Дженнингсом. На 35-й ежегодной премии Грэмми Клэптон получил шесть Грэмми за сингл «Tears in Heaven» и Unplugged, который представляет собой запись выступления Клэптона перед небольшой аудиторией 16 января 1992 года на киностудии Брэй в Виндзоре, Беркшир, Англия. Альбом занял первое место в Billboard 200 и сертифицирован RIAA как бриллиантовый, так как в США было продано более 10 миллионов его копий. Он достиг второго места в альбомном чарте Великобритании и сертифицирован четырежды платиновым в Великобритании. 9 сентября 1992 года Клэптон исполнил «Tears in Heaven» на MTV Video Music Awards и получил награду за лучшее мужское видео. В 1992 году Клэптон получил премию Айвора Новелло за пожизненные достижения от Британской академии авторов, композиторов и авторов.
В октябре 1992 года Клэптон был в числе десятков артистов, выступавших на концерте Боба Дилана в честь 30-летия его артистической деятельности в Мэдисон-сквер-гарден в Нью-Йорке. В то время как Клэптон играл на акустической гитаре на Unplugged, его альбом 1994 года From the Cradle содержал новые версии старых блюзовых хитов, подчёркнутые его игрой на электрогитаре. В 1995 году Клэптон вместе с Крисси Хайнд, Шер и Нене Черри записал песню «Love Can Build a Bridge» в помощь британскому благотворительному телетону «Разрядка смехом». Данный сингл стал первой и единственной работой Клэптона, возглавивший британский чарт.
12 сентября 1996 года Клэптон выступил на вечеринке Армани в Арсенале на Лексингтон Авеню в Нью-Йорке с Грегом Филлинганом, Натаном Истом и Стивом Гэддом. Шерил Кроу появилась в одной песне, исполнив трек «Tearing Us Apart» из альбома August. Концерт был записан на плёнку, и отснятый материал был выпущен как на VHS, так и позже на DVD.
В 1996 году Клэптон записал мелодию Уэйна Киркпатрика/Гордона Кеннеди/Томми Симса «Change the World» в качестве саундтрека к фильму «Феномен») и получил за неё премию «Грэмми» в номинации Песню года в 1997 году. В том же году он записал Retail Therapy — альбом электронной музыки с Саймоном Клими под псевдонимом TDF. 15 сентября 1997 года Клэптон появился на концерте «Music for Montserrat» в Королевском Альберт-Холле, Лондон, исполнив «Layla» и «Same Old Blues», а затем «Hey Jude» вместе с другими английскими артистами Полом Маккартни, Элтоном Джоном, Филом Коллинзом, Марком Нопфлером и Стингом. Той же осенью Клэптон выпустил альбом Pilgrim, первую запись за почти десятилетие, содержащую новый материал.
На 41-й ежегодной премии Грэмми 24 февраля 1999 года Клэптон получил свою третью премию Грэмми в категории Лучшее мужское поп-вокальное исполнение за песню «My Father’s Eyes». В октябре 1999 года был выпущен сборник «Clapton Chronicles: The Best of Eric Clapton», который содержал новую песню «Blue Eyes Blue», которая также появляется в саундтреке к фильму «Сбежавшая невеста». Клэптон закончил двадцатый век, сотрудничая с Карлосом Сантаной и Би Би Кингом.

### Клэптон в 2000-е годы

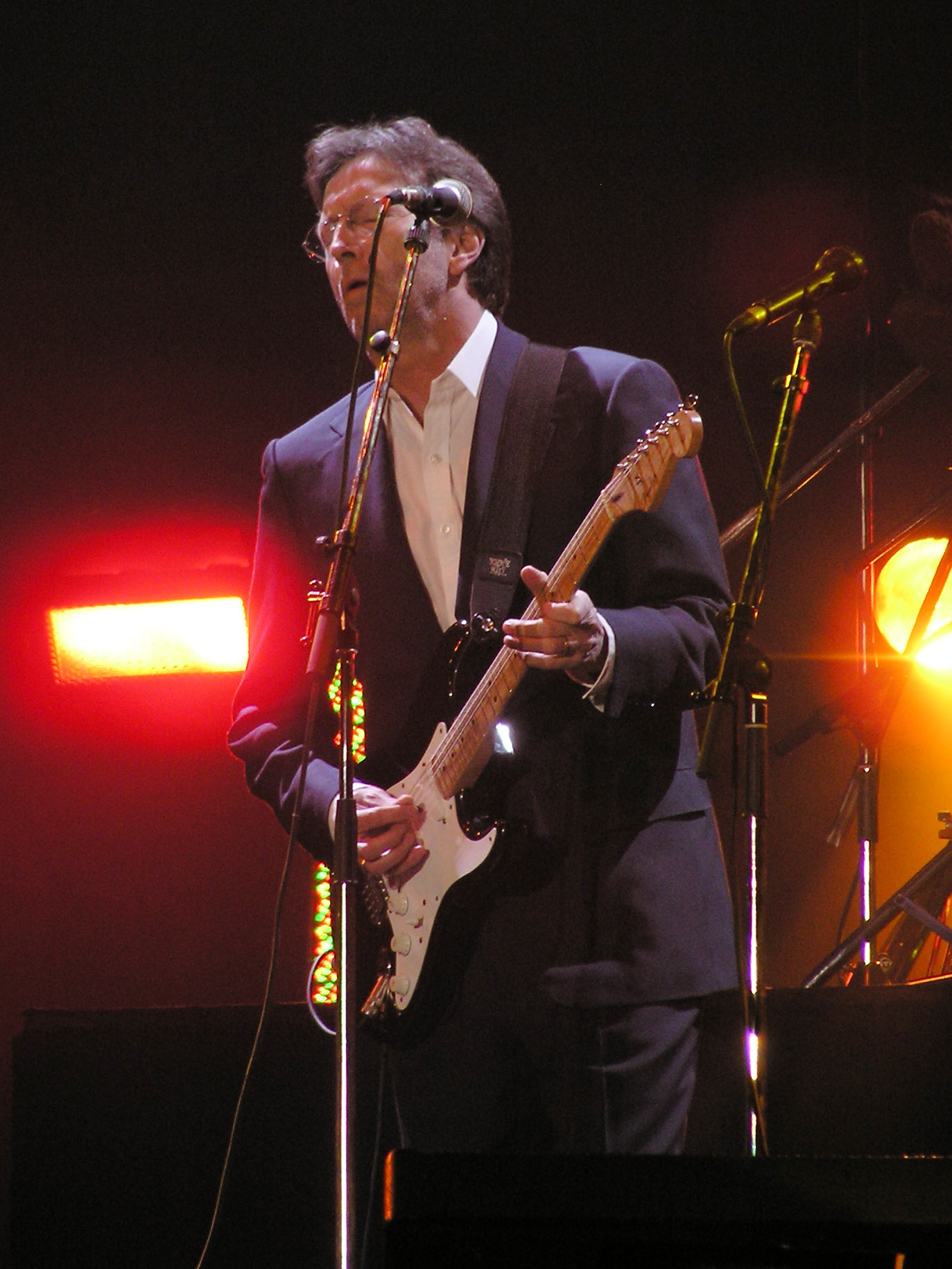
Клэптон на концерте для оказания помощи жертвам цунами в Кардиффе на стадионе «Миллениум» в Кардиффе, Уэльс, 22 января 2005 года

В июне 2000 года Клэптон осуществил свою давнюю мечту — совместно с Би Би Кингом выпустил блюзовый альбом Riding with the King. В марте 2001 года Клэптон выпустил сольный альбом Reptile, получивший положительные отзывы критики и имевший большой коммерческий успех (было продано более двух с половиной миллионов копий). Через месяц после терактов 11 сентября Клэптон появился на концерте в Нью-Йорке, выступая вместе с Бадди Гаем. Клэптон выступил на концерте Party at the Palace, посвящённому золотому юбилею королевы Елизаветы II в июне 2002 года на территории Букингемского дворца, исполнив композиции «Layla» и «While My Guitar Gently Weeps». 29 ноября 2002 года в Королевском Альберт-Холле состоялся концерт в честь Джорджа Харрисона, умершего годом ранее от рака лёгких, где Клэптон был не только исполнителем, но и музыкальным директором. В концерте приняли участие Пол Маккартни, Ринго Старр, Джефф Линн, Том Петти и The Heartbreakers, Рави Шанкар, Гэри Брукер, Билли Престон, Джо Браун и Дхани Харрисон.
В 2004 году Клэптон выпустил двойной альбом Me and Mr. Johnson (включающий диск Sessions for Robert J), состоящий из кавер-версий песен блюзмена Роберта Джонсона. Гитарные партии в этом альбоме наряду с Клэптоном исполнил Дойл Брэмхолл II, который также сопровождал его в туре 2004 года. В том же году журнал Rolling Stone поместил Клэптона на 53-ю позицию в своём списке «100 величайших артистов всех времён».
22 января 2005 года Клэптон выступил на стадионе «Миллениум» в Кардиффе на концерте в помощь жертвам цунами, вызванного землетрясением 2004 года в Индийском океане. В мае 2005 года Клэптон, Джек Брюс и Джинджер Бейкер возродили Cream ради серии концертов в Королевском Альберт-Холле в Лондоне. Записанный на этих концертах материал был выпущен на CD и DVD. Позже Cream выступили в Нью-Йорке в Мэдисон-сквер-гарден. 30 августа того же года Reprise Records выпустила сольный альбом Клэптона Back Home — первый альбом Клэптона с новым оригинальным материалом почти за пять лет.
Права на официальные мемуары Клэптона, написанные Кристофером Саймоном Сайксом и опубликованные в 2007 году, были проданы на Франкфуртской книжной ярмарке 2005 года за 4 миллиона долларов США.
7 ноября 2006 года был выпущен альбом The Road to Escondido, записанный Клэптоном вместе с Джей Джей Кейлом. К записи также участвовали Дерек Тракс и Билли Престон, игравший с Клэптоном во время турне 2004 года. Клэптон пригласил Тракса присоединиться к его группе во время Мирового тура 2006—2007 годов. Кроме того, с Клэптоном в турне поехал и Брэмхолл, таким образом в этом турне одновременно выступали три высококлассных гитариста, что позволило Клэптону вновь исполнить многие песни Derek and the Dominos, которые он не играл десятилетиями. Тракс стал третьим участником группы Allman Brothers в этом турне, вторым был клавишник Чак Ливелл, ранее отыгравший с Клэптоном MTV Unplugged и 24 Nights, а также тур 1992 года по США.
20 мая 2006 года Клэптон выступил вместе с барабанщиком Queen Роджером Тейлором и бывшим басистом/композитором Pink Floyd Роджером Уотерсом в замке Хайклер, Хэмпшир, в поддержку Сельского альянса, который пропагандирует вопросы, касающиеся британской сельской местности. 13 августа 2006 года Клэптон выступил в качестве гостя на концерте Боба Дилана в Колумбусе, штат Огайо, а также отыграл три песни на концерте Джимми Вона.
В 2007 году Клэптон узнал больше о своём отце, канадском солдате, который покинул Великобританию после войны. Хотя дедушка и бабушка Клэптона в конце концов сказали ему правду о его происхождении, он знал только, что его отца звали Эдвард Фрайер. Это было источником беспокойства для Клэптона, о чём свидетельствует его песня 1998 года «My Father’s Eyes». Монреальский журналист по имени Майкл Волощук исследовал послужной список канадских Вооружённых сил, разыскал членов семьи Фрайера, и, наконец, собрал воедино историю. Он узнал, что отцом Клэптона был Эдвард Уолтер Фрайер, родившийся 21 марта 1920 года в Монреале и умерший 15 мая 1985 года в Ньюмаркете, Онтарио. Фрайер был музыкантом (фортепиано и саксофон), который был женат несколько раз, имел несколько детей и, по-видимому, никогда не знал, что он был отцом Эрика Клэптона. Клэптон поблагодарил Волощука во время встречи в аэропорту Макдональда — Картье в Оттаве.
26 февраля 2008 года стало известно, что северокорейские чиновники пригласили Клэптона сыграть концерт в КНДР. Менеджмент Клэптона получило приглашение и передало его певцу, который в принципе согласился и предложил провести его где-то в 2009 году. Представитель Кристен Фостер сказал: «Эрик Клэптон получает множество предложений сыграть в разных странах мира», но при этом «нет никакой договорённость по поводу его выступления в Северной Корее».
В феврале 2008 года Клэптон выступил со своим давним другом Стивом Уинвудом в Мэдисон-Сквер-Гарден (в следующем году эти записи были изданы в виде альбома Live from Madison Square Garden) и поучаствовал в записи сингла «Dirty City», вошедшего в альбом Уинвуда Nine Lives. Два бывших коллеги по группе Blind Faith снова встретились для серии из 14 концертов по всей территории США в июне 2009 года. Летний тур Клэптона 2008 года начался 3 мая в амфитеатре Форд, Тампа, Флорида, а затем продолжился в Канаде, Ирландии, Англии, Норвегии, Исландии, Дании, Польше, Германии и Монако. 28 июня 2008 года он выступил хедлайнером субботним вечером на фестивале Hard Rock Calling 2008 в лондонском Гайд-парке при участии Шерил Кроу и Джона Мейера. В сентябре 2008 года Клэптон выступил на частной благотворительной акции по сбору средств для Сельского альянса во Флоридите в Сохо, Лондон, в которой приняли участие гости, в том числе мэр Лондона Борис Джонсон.
В марте 2009 года группа The Allman Brothers Band (среди многих известных гостей) отпраздновала своё 40-летие, посвятив свои концерты покойному Дуэйну Оллману во время их ежегодного представления в Театре Бикон. Клэптон был одним из приглашённых гостей. 4 мая 2009 года Клэптон появился в Королевском Альберт-Холле, исполнив с Джо Бонамассой «Further on Up the Road».
Клэптон должен был выступить на концерте, посвящённом 25-летию Зала славы рок-н-ролла, в Мэдисон-сквер-гарден 30 октября 2009 года, но выступление было отменено из-за операции на желчном пузыре. Ван Моррисон также отменивший своё выступление сказал в интервью, что он и Клэптон должны были сделать «пару песен», но что они будут делать что-то ещё вместе на «некотором другом этапе игры».

### Клэптон в 2010-е годы
Клэптон выступил с двухдневным шоу с Джеффом Беком на O2 Arena в Лондоне 13-14 февраля 2010 года. Два бывших коллеги по Yardbirds продлили свой тур 2010 с остановками в Мэдисон-сквер-гарден, Air Canada Centre в Торонто и Белл-центре в Монреале. Клэптон выступил с серией концертов в 11 городах США с 25 февраля по 13 марта 2010 года. На разогреве у него выступал Роджер Долтри. Третий европейский тур со Стивом Уинвудом начался 18 мая и закончился 13 июня, на разогреве у него играл Том Норрис. Затем он начал короткое турне по Северной Америке, начавшееся с его выступления на третьем гитарном фестивале Crossroads 26 июня в Toyota Park в Бриджвью, штат Иллинойс, и окончившееся 3 июля того же года.
В сентябре 2010 года вышел новый студийный альбом, названный просто Clapton, состоящий из кавер-версий композиций разных музыкантов, в том числе, популярной песни «Autumn Leaves». 17 ноября 2010 года Клэптон выступил в качестве гостя на рок-гала-вечере Prince's Trust, проходившем в королевском Альберт-холле, при поддержке группы, выступавшей в течение вечера, в которую входили Джулс Холланд, Мидж Юр и Марк Кинг.
24 июня 2011 года Клэптон отыграл концерт с Пино Даниеле на стадионе Кава-де-Тиррени перед тем, как дать серию концертов в Южной Америке с 6 по 16 октября 2011 года. В ноябре и декабре 2011 года он гастролировал по Японии со Стивом Уинвудом, сыграв 13 концертов в различных городах. 24 февраля 2012 года Клэптон, Кит Ричардс, Гари Кларк-младший, Дерек Тракс, Дойл Брэмхолл II, Ким Уилсон и другие артисты выступили вместе на концерте Howlin 'For Hubert Tribute, который состоялся в Нью-Йоркском театре Аполло в честь блюзового гитариста Хьюберта Самлина, который умер в возрасте 80 лет 4 декабря 2011 года. 29 ноября 2012 года Клэптон присоединился к The Rolling Stones на лондонской арене O2 во время второго из пяти выступлений группы, посвящённых их 50-летию. 12 декабря Клэптон выступил с концертом в пользу пострадавших от урагана Сэнди в Мэдисон-сквер-гарден, транслировавшемся в прямом эфире по телевидению, радио, кинотеатрам и интернету на шести континентах.
В январе 2013 года Surfdog Records объявили о подписании контракта с Клэптоном на выпуск его нового альбома Old Sock 12 марта. 8 апреля 2013 года Eric and Hard Rock International Eric and Hard Rock International запустили лимитированную программу Эрика Клэптона Artist Spotlight merchandise в пользу Crossroads Centre Antigua. С 14 марта по 19 июня 2013 года Клэптон гастролировал по США и Европе, чтобы отпраздновать 50-летие своей деятельности как профессионального музыканта. 28 февраля 2013 года Клэптон объявил о своём намерении прекратить гастроли в 2015 году из-за проблем с поездками.
15 октября 2013 года был переиздан альбом Unplugged и концертный DVD под названием Unplugged: Expanded & Remastered. Альбом включает в себя 14 оригинальных треков, ремастированных, а также 6 дополнительных треков, в том числе две версии песни «My Father’s Eyes». DVD включает в себя восстановленную версию концерта, а также более 60 минут ранее не демонстрировавшихся кадров репетиции. 13 и 14 ноября 2013 года Клэптон был хедлайнером двух последних вечеров ежегодного фестиваля музыки в помещении «Baloise Session» в Базеле, Швейцария. 20 ноября 2013 года Warner Bros выпустили Crossroads Guitar Festival 2013 на CD, DVD и Blu-ray. 30 апреля 2014 года Клэптон объявил о выпуске «The Breeze: An Appreciation of JJ Cale» как дань уважения Джей Джей Кейлу, который умер 26 июля 2013 года. Этот трибьют-альбом названный в честь сингла 1972 года «Call Me the Breeze», включал 16 песен Кейла в исполнении Клэптона, Марка Нопфлера, Джона Майера, Вилли Нельсона, Тома Петти и других.
21 июня 2014 года Клэптон внезапно сошёл со сцены во время концерта на арене Hydro в Глазго. Несмотря на то, что он вернулся, чтобы исполнить одну финальную песню, тысячи поклонников были расстроены отсутствием объяснений со стороны Клэптона или места встречи и освистали его после того, как концерт закончился примерно за 40 минут до заявленного времени завершения. И Клэптон, и администрация площадки извинились на следующий день, обвинив «технические трудности» в том, что они сделали звуковые условия «невыносимыми» для Клэптона. Неделю спустя он подтвердил свои пенсионные планы, объяснив своё решение тем, что дорога «невыносима» в дополнение к «странным недугам», которые могут заставить его навсегда отложить гитару. В интервью журналу Classic Rock, опубликованном в 2016 году, Клэптон сообщил, что в 2013 году у него диагностировали периферическую невропатию, состояние, связанное с повреждением периферических нервов, которое обычно вызывает колющие, жгучие или покалывающие боли в руках и ногах.
1 и 3 мая 2015 года Клэптон выступил с двумя представлениями в Мэдисон-сквер-гарден в Нью-Йорке, а затем с 14 по 23 мая 2015 года в лондонском Королевском Альберт-Холле в течение 7 вечером отпраздновал своё 70-летие. Шоу также ознаменовало 50 летие первого выступления Клэптона в Королевском Альберт-холле — его дебют состоялся на 7 декабря 1964 в составе The Yardbirds для Top Beat Show на Би-би-си. 13 ноября 2015 года Eagle Rock Entertainment выпустила концертный фильм Slowhand at 70 — Live at the Royal Albert Hall на DVD, CD, Blu-Ray и виниле. Двухнедельные концерты в США ознаменовали 46-ю годовщину со дня, когда Клэптон с Cream открыл 2 ноября 1968 года «новый» Мэдисон-сквер-гарден. Клэптон выступал в Мэдисон-сквер-гарден больше, чем в любом другом месте США — 45 раз.
20 мая 2016 года Клэптон выпустил свой двадцать третий студийный альбом I Still Do. 30 сентября 2016 года был выпущен концертный альбом Live in San Diego. В августе 2018 года Клэптон объявил, что записал свой двадцать четвёртый студийный альбом под названием Happy Xmas, состоящий из блюзовых интерпретаций рождественских песен, он вышел 12 октября того же года.
25 июня 2019 года The New York Times Magazine назвал Эрика Клэптона среди сотен исполнителей, чей материал, как сообщается, был уничтожен во время пожара в Universal Studios Hollywood 2008 года. Он вернулся на гастроли в сентябре 2021 года, отыграв восемь концертов на юге США. В мае 2022 года Клэптон объявил о семи сентябрьских концертах в США с Джимми Воном. В мае 2023 года Клэптон выступил на трибьют-концерте Джеффа Бека, проходившем в Королевском Альберт-Холле, разделив сцену с Родом Стюартом, Ронни Вудом, Кирком Хэмметом и Джонни Деппом, среди других.  В 2024 году Клэптон сыграл на гитаре в переиздании песни Марка Нопфлера «Going Home: Theme of the Local Hero» в помощь организации Teenage Cancer Trust.

## Творчество

### Влияния
Клэптон отметил Мадди Уотерса, Фредди Кинга, Би Би Кинга, Альберта Кинга, Бадди Гая и Хьюберта Самлина как тех, кто повлияли на него как гитариста. Но единственным, кто повлиял на него по-настоящему, был блюзовый музыкант Роберт Джонсон. В 2004 году Клэптон выпустил компакт-диски и DVD под названием Sessions for Robert Johnson, включающие каверы песен Роберта Джонсона с использованием электрических и акустических гитар. Клэптон написал (в соавторстве с другими авторами) книгу «Discovering Robert Johnson», в которой сказал, что Джонсон был «самым важным блюзовым музыкантом, который когда-либо жил. Он был абсолютно верен своему собственному видению, и как бы глубоко я ни проникся музыкой за последние 30 лет, я никогда не находил ничего более глубоко проникновенного, чем Роберт Джонсон. Его музыка остаётся самым сильным криком, который, я думаю, вы можете найти в человеческом голосе, правда. <…> Казалось, это было эхом того, что я всегда чувствовал».
Клэптон также отмечал, что на него повлиял Бадди Холли. The Chirping Crickets был первым альбомом, купленным Клэптоном; позже он увидел Холли в программе Sunday Night at the London Palladium. В своей автобиографии Клэптон рассказал, как он впервые увидел Холли и его Фендер, сказав: "Я думал, что умер и попал на небеса … это было похоже на вид инструмента из космоса, и я сказал себе: «Это будущее — вот то, чего я хочу».
В документальном фильме 2017 года «Эрик Клэптон: жизнь в 12 тактах» Клэптон отмечает Бисмиллу Хана: «Я хотел, чтобы моя гитара звучала, как его тростниковый инструмент».
В том же документальном фильме он также отметил влияние гитариста Литтл Уолтера: «Звук, который он издал, когда гармоника играла через усилитель. Он был густой, толстый и очень мелодичный».

### Гитары
Выбор электрогитар Клэптона был столь же примечательным как и он сам; наряду с Хэнком Марвином, The Beatles и Джими Хендрикс, Клэптон оказал решающее и широко распространённое влияние на популяризацию конкретных моделей электрогитары. В составе Yardbirds Клэптон сыграл на Fender Telecaster, Fender Jazzmaster, двухвырезном Gretsch 6120 и вишнёво-красной Gibson ES-335 1964 года. Он играл исключительно на Gibson в течение периода, начинающегося в середине 1965 года, когда он купил б/у гитару Sunson Lesburst в магазине гитар в Лондоне. Клэптон акцентировал тонкий профиль грифа, что указывает на то, что это была модель 1960 года.
В начальный период его пребывания в Cream был похищен первый Les Paul Standard Клэптона. Он продолжал играть на Les Paul исключительно с Cream (один из купленных у Энди Саммерса был почти идентичен украденной гитаре) до 1967 года, когда он приобрёл свою самую известную гитару в этот период, Gibson SG 1964 года, получившую название «The Fool». Клэптон использовал Les Paul и SG для создания того, что он описал как «женский тон» (англ. woman tone). В интервью 1967 года он объяснил: «Сейчас я играю более гладко. Я развиваю то, что я называю своим „женским тоном“. Это приятный звук, похожий на соло в „I Feel Free“». Писатель Майкл Дрегни описывает его как «густой, но пронзительный, перегруженный, но гладкий, искажённый, но кремовый». Звучание достигается сочетанием настроек тонального управления на гитарах и клэптоновским усилителем Marshall JTM45. Журнал Vintage Guitar называет «вступительный риф и соло „Sunshine of Your Love“, пожалуй, лучшими иллюстрациями зрелого женского тона». «The Fool» Клэптона получил своё название от своего отличительного психоделического рисунка, созданного коллективом визуальных искусств, также известным как «The Fool». Незадолго до первого появления Cream в США в 1967 году SG Клэптона, Fender VI Брюса и барабанная головка Бэйкера стараниями этого коллектива приобрели психоделическую раскраску.
В 1968 году Клэптон купил Gibson Firebird и снова начал использовать Cherry-Red Gibson ES-335 1964 года. Вышеупомянутый 1964 ES-335 имел легендарную карьеру. Клэптон играл на ней на последнем выступлении Cream в ноябре 1968 года, а также в составе Blind Faith, изредка использовал её в 1970-х годах для исполнения слайдовых партий, играл на ней в «Hard Times» из альбома Journeyman, играл на ней на концерте в Гайд-парке в 1996 году и в альбоме From the Cradle и туре 1994—1995 годов. Гитара была продана за 847 500 долларов США на аукционе 2004 года. Gibson выпустил ограниченный тираж 250 копий «Crossroads 335». 335 была только второй электрогитарой, которую купил Клэптон.
В июле 1968 года Клэптон подарил Джорджу Харрисону золотистый Gibson Les Paul 1957 года. Гитара была отделана красным цветом и получила прозвище Люси. В сентябре следующего года Клэптон играл на ней, записывая «While My Guitar Gently Weeps». Люси была украдена у Харрисона, но позже её нашли и вернули. Он одолжил её Клэптону для своего концерта 1973 года в Rainbow. Его SG «The Fool» попал в руки друга Джорджа Харрисона Джеки Ломакса, который впоследствии продал его музыканту Тодду Рандгрену за 500 долларов США в 1972 году. Рандгрен восстановил гитару и прозвал её «Sunny» в честь «Sunshine Of Your Love». Он хранил её до 2000 года, когда продал на аукционе за 150 000 долларов США. В 1969 году на концерте Blind Faith в лондонском Гайд-парке Клэптон играл на Fender Custom Telecaster, который был оснащён грифом «Brownie».
В конце 1969 года Клэптон переключился на Fender Stratocaster. «У меня было много влияний, когда я занялся Стратом. Сначала были Бадди Холли и Бадди Гай. Хэнк Марвин был первым известным человеком в Англии, который использовал его, но на самом деле это была не моя музыка. Стив Уинвуд пользовался таким авторитетом, и когда он начал играть, я подумал, что если он может, то и я смогу».
Первой, использовавшейся во время записи Eric Clapton, стала «Brownie», которая в 1973 году стала резервной копией самой известной из всех гитар Клэптона «Blackie». В ноябре 1970 года Эрик купил шесть гитар Fender Stratocaster в гитарном магазине Sho-bud в Нэшвилле, штат Теннесси, во время тура Derek and Dominos. Он подарил по одной Джорджу Харрисону, Стиву Уинвуду и Питу Таунсенду. Клэптон собрал лучшие компоненты оставшихся трёх, чтобы создать «Blackie», который был его любимой сценической гитарой до 1985 года. Впервые он выступил с ней 13 января 1973 года в Rainbow. Клэптон назвал стратокастер 1956/1957 словом «mongrel». 24 июня 2004 года Клэптон продал «Блэки» на аукционе Christie’s в Нью-Йорке за 959 500 долл. США для сбора средств для своего Crossroads Centre, созданного для борьбы с наркоманией и алкоголизмом. «Brownie» теперь демонстрируется в Музее поп-культуры в Сиэтле. С тех пор магазин Fender Custom Shop выпустил ограниченный тираж из 275 копий «Blackie», точных в каждой детали вплоть до футляра от Duck Brothers, и был искусственно состарен с использованием специальной фендеровской технологии Relic для имитации многолетней эксплуатации. Один экземпляр был представлен Клэптону после выпуска серии. Клэптон сыграл на нём три номера во время концерта в Королевском Альберт-Холле 17 мая 2006 года.
В 1979 году Клэптон передал свою подписанную гитару Fender Lead II в Hard Rock Cafe в Лондоне, чтобы обозначить свой любимый барный стул. Пит Таунсенд подарил заведению свою собственную гитару Gibson Les Paul с прикреплённой запиской: «Моя так же хороша, и его! С любовью, Пит».
Fender и C.F. Martin & Company наладили выпуск фирменных гитар в честь Клэптона. В 1988 году Фендер представил свою именную гитару Eric Clapton Stratocaster. Несколько именных акустических гитар размера 000 изготовлено компанией Martin. Первой из них, представленной в 1995 году, была модель с подписью Эрика Клэптона, выпущенная ограниченным тиражом 000-42EC, с серийным тиражом 461. Для сингла «Change the World» (1996) и альбома «Pilgrim» (1998) он использовал модель Martin 000-28 EC Eric Clapton, которую он впоследствии подарил гитаристу Полу Вассифу. Его Мартин 1939 000-42, на которой он играл в альбоме Unplugged, был продан за 791 500 долларов США на аукционе.
Клэптон использует струны Ernie Ball Slinky и Super Slinky, калибр .10 — .46. Более тридцати лет его гитарным техником был Ли Диксон.

### Актёрские работы, телевидение и реклама

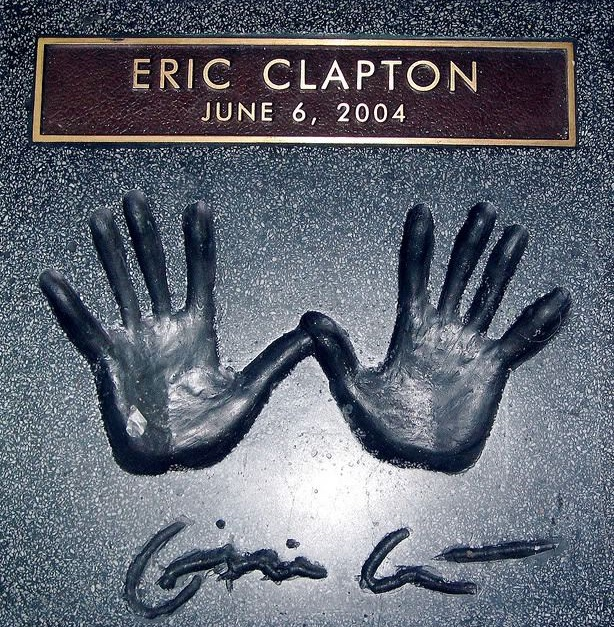
Отпечатки кистей рук Эрика Клэптона на голливудской «Аллее славы».

Эрик Клэптон появлялся спорадически в фильмах. Он, давая интервью для документальных фильмов, появлялся в концертных фильмах и даже снимался в игровом кино в эпизодических ролях.
Первым фильмом с участием Эрика стал документальный фильм Farewell Cream 1968 года о последних концертах группы в лондонском Королевском Альберт-Холле в ноябре 1968 года. Он уже давно доступен на видео и был выпущен на DVD в Великобритании в 2002 году. Через несколько недель после этих концертов Эрик был снят вместе с Джоном Ленноном, Китом Ричардсом и Митчем Митчеллом, которые вместе составили группу «The Dirty Mac» для концертного шоу Рок-н-ролльный цирк «Роллинг Стоунз» в декабре 1968 года. Он оставался неизданным в течение десятилетий, но в 2004 году стал доступен на DVD. В 1971 году Клэптон принял участие в Концерте для Бангладеш, который был снят и также доступен на видео. Отрывки его интервью вошли в фильм о Джими Хендрикс (1973).
Клэптон появился в киноверсии рок-оперы Томми, написанной Питом Таунсендом, в роли проповедника, исполняя песню Сонни Бой Уильямсона «Eyesight to the Blind», а также играет в «Sally Simpson». Что касается опыта в съёмках, он вспоминал в 1976 году: «Я думаю, что это была песня, которую он [Таунсенд] считал подходящей для меня, потому что она была единственной, которую написал не он, а Сонни Бой Уильямсон. Вы знаете, это блюз. Я думаю, он просто подумал, что я мог бы сделать это лучше, чем что-либо ещё, и я думаю, что он хотел, чтобы я участвовал в этом как друг, потому что он хотел, чтобы всем этим занимались его друзья. Я не думаю, что это была роль с интерпретацией песни, потому что мне было очень трудно это сделать. Это довольно странная песня, если вы собираетесь выступить в роли проповедника и спеть такую песню».
В 1975 году Клэптон наряду с Ричардом Харрисом, Ширли Маклейн и Бёрджессом Мередитом появился в фильме Circasiaв клоунских костюмах. Это было сделано в пользу Центральной клиники и Клуба Варьете Ирландии.
В следующем году его выступление на сцене попало в документальный фильм Мартина Скорсезе «Последний вальс» о последних выступлениях The Band, состоявшемся на Fillmore West в Сан-Франциско.
В 1978 году европейский тур Эрика вместе с Мадди Уотерсом на разогреве был снят для последующего выпуска документального фильма под названием «Eric Clapton’s Rolling Hotel», он был показан на нескольких кинофестивалях, но так и не вышел в прокат.
Эрик сыграл небольшую роль в фильме 1985 года «Вода», в котором снялись Майкл Кейн и Валери Перрин. Он появляется вместе с Джорджем Харрисоном и Ринго Старром, аккомпанируя Билли Коннелли в песне «Freedom». Тем не менее, они на самом деле не участвовали в записи на саундтрека.
В 1986 году Эрик принял участие в специальном концерте, посвящённом 60-летию Чака Берри, который был организован Китом Ричардсом. Записанный материал был выпущен под названием Hail! Hail! Rock 'n' Roll на домашнем рынке на VHS, но не переиздавался в течение многих лет. В 2006 году, чтобы отметить 20-летие, он был издан на DVD в 2-х и 4-х дисковых версиях.
Он появился в фильме Братья Блюз 2000 как один из Louisiana Gator Boys. В дополнение к тому, что он был в группе, у него была небольшая роль со словами.
Эрик также принимал участие в многочисленных документальных проектах. К более поздним из них относятся: «Жизнь и музыка Роберта Джонсона: Можешь ли ты услышать вой ветра» (1997), «Том Дауд: язык музыки» (2003), «Джей Джей Кейл: В Талсу и назад» (2006) и «Перед тем, как умрёт музыка» (2006). Некоторые из них были показаны на различных кинофестивалях по всему миру, и все они доступны на DVD.
Клэптон появился в рекламе Mercedes-Benz G-класса. В марте 2007 года Клэптон появился в рекламе онлайн-музыкального сервиса Rhapsody от RealNetwork. В 2010 году Клэптон начал выступать в качестве представителя T-Mobile, рекламируя мобильный телефон MyTouch Fender. Клэптон также появился в документальном фильме BBC «Reggae Got Soul: The Stoots and the Maytals» 2011 года, который был описан как «Нерассказанная история одного из самых влиятельных артистов, когда-либо появлявшихся на Ямайке».
Клэптон появился на BBC Top Gear в 2013 году во время серии 19 4-го эпизода и участвовал в тестировании нового Kia Cee'd. Он был призван проверить вспомогательный входной разъём Cee’d, который он протестировал, подключив одну из своих гитар и сыграв несколько аккордов из своих самых известных хитов. Он был представлен ведущим Top Gear Джереми Кларксоном как «местный гитарист».
В 2017 году Лили Фини Занук сняла документальный фильм под названием «Эрик Клэптон: жизнь в 12 тактах». Клэптон написал музыку к её фильму 1991 года «Кайф», и с тех пор они остались друзьями. В интервью BBC News Занук сказала, что Клэптон согласился участвовать только в том случае, если режиссёром будет она: «Я думаю, это было сделано, потому что Эрик был в хорошем настроении. Он невероятно скрытный человек, и, несмотря на его огромный успех, он никогда не заботился о том, получил ли он какую-либо рекламу, он просто любит свою музыку … Я думаю, что это может быть связано с его возрастом, поскольку ему исполнилось 70 пару лет назад. Он сказал мне: „я не хотел, чтобы это было сделано после моей смерти и чтобы это было неправильно“. Может быть, он решил, что пришло его время выложить все на стол».

## Признание
Клэптон признан одним из самых важных и влиятельных гитаристов всех времён.
Клэптон является единственным, кто был трижды введён в Зал славы рок-н-ролла: как сольный исполнитель и как участник The Yardbirds и как участник Cream. Он занял второе место в списке 100 величайших гитаристов всех времён по версии журнала Rolling Stone и четвёртое место в списке 50 лучших гитаристов всех времён по версии Gibson.
В 2011 году Guardian приписала Клэптону создание культа героя гитары, поставив его на седьмое место в списке 50 ключевых событий в истории рок-музыки. Майкл Ханн в связи с этим писал: «Нет ничего главнее в рок-мифологии, чем культ соло-гитариста. И никто не сделал больше для создания этого культа, чем Эрик Клэптон. Он уже был членом Yardbirds до того, как присоединился к Bluesbreakers Джона Мэйолла, координационный центр гитаристов, в апреле 1965 года. Его два пребывания с Мэйоллом показали, что его репутация выросла до такой степени, что известная граффити зафиксировала популярную оценку среди рок-фанатов: „Клэптон — бог“».
Элиас Лейт из Rolling Stone пишет, что Клэптон «повлиял на технику записи, а также на технику игры на гитаре». Во время записи с группой Джона Мэйолла Клэптон был разочарован техниками, которые «просто подошли к вашему усилителю с микрофоном и просто прикрепили его на расстоянии двух дюймов от передней части усилителя. Мне показалось, что если вы хотите создать атмосферу, которая царит в клубах, вам нужно, чтобы она звучала так, будто вы находились в 10 футах от зрителей, а не в трёх дюймах». Затем Клэптон переместил микрофоны, и как отметил Роджер Уотерс: «Это изменило все. До Эрика игра на гитаре в Англии была такой как у Хэнка Марвина из The Shadows — очень простой, не слишком техничной. Внезапно мы услышали что-то совершенно другое. Записи звучали не так, как мы слышали раньше».

## Личная жизнь

### Женщины и дети
Клэптон недолго встречался с фанк-певицей Бетти Дэвис.
В 1970 году он влюбился в Патти Бойд, бывшую в то время женой его близкого друга Джорджа Харрисона. Чувства Клэптона к Бойд нашли отражение в альбоме Layla and Other Assorted Love Songs, в частности, в заглавной композиции «Layla». Ей же посвящена песня «Wonderful Tonight». В 1974 году Патти Бойд оставила Харрисона и начала жить с Клэптоном, хотя официально поженились они только в 1979 году. Несмотря на это, Харрисон и Клэптон остались близкими друзьями. Брак Клэптона и Бойд был омрачён неверностью Клэптона и домашним насилием с его стороны. В интервью The Sunday Times Клэптон признался, что он вёл себя жестоко по отношению к Бойд, когда был «полнейшим» алкоголиком. Клэптон и Бойд безуспешно пытались завести детей, даже пытались сделать искусственное оплодотворение в 1984 году, но всё в итоге завершилось выкидышем. Пара развелась в 1988 году.
В 1984 году во время записи Behind The Sun Клэптон начал отношения с Ивонной Хан Келли, менеджером AIR Studios Montserrat. Хотя в то время оба состояли в браке, в январе 1985 года у них родилась дочь. Её назвали Рут Келли Клэптон, но её существование было скрыто от общественности, пока СМИ не поняли в 1991 году, что она дочь Клэптона.
В 1985 году Клэптон завёл роман с итальянской фотомоделью Лори дель Санто (англ. Lory Del Santo), которой посвятил песню «Lady of Verona». У пары 21 августа 1986 года родился сын Конор, который погиб в 1991 году в возрасте четырёх с половиной лет, выпав из открытого окна спальни на 53-м этаже жилого дома в Манхэттене. Музыкант более года находился в глубокой депрессии и посвятил погибшему сыну песню «Tears in Heaven», ставшую одной из самых популярных его композиций. Фил Коллинз также написал об этом песню «Since I Lost You» (альбом We Can't Dance, 1991).
В 1996 году у Клэптона были отношения с певицей Шерил Кроу, которые вскоре закончились, но они остались друзьями, и Клэптон появился в качестве гостя на концерте Кроу в Центральном парке. Вместе они исполнили «White Room» из репертуара Cream.
В 1998 году 53-летний Клэптон познакомился с 22-летней помощницей по административным вопросам Мелией Макинери в Коламбусе, штат Огайо, на вечеринке, устроенной для него после выступления. Они тайно встречались в течение года, а в 1999 году обнародовали свои отношения. В январе 2002 года они официально поженились. В браке родились три дочери: Джули Роуз (родилась 13 июня 2001 года), Элла Мэй (родилась 14 января 2003 года) и Софи Белль (родилась 1 февраля 2005 года).
В июне 2013 года Клэптон стал дедушкой: у его старшей дочери Рут и её мужа Дина Бартлетта родился сын Айзек Эрик Оуэн Бартлетт.

### Политические взгляды
Клэптон является сторонником Сельского альянса, который продвигает вопросы, связанные с британской сельской местностью. Он участвовал в концертах по сбору средств для этой организации и публично выступал против инициативы Лейбористской партии по запрету охоты на лис в законе об охоте 2004 года. Представитель Клэптона сказал: «Эрик поддерживает Сельский альянс. Он не охотится сам, но любит сельские занятия, такие как рыбалка и стрельба. Он поддерживает стремление альянса отказаться от запрета на том основании, что он не согласен с вмешательством государства в частные дела людей»
.

### Споры по поводу замечаний, касающихся иммиграции
5 августа 1976 года во время концерта в Бирмингеме Клэптон вызвал шум и затянувшиеся споры, когда выступил против увеличения иммиграции. Заметно опьянённый, Клэптон высказался в поддержку спорного политического кандидата Эноха Пауэлла и объявил на сцене, что Британии угрожает опасность стать «чёрной колонией». Среди прочего Клэптон процитировал лозунг Национального фронта: «сохраните Британию белой!». Этот инцидент, наряду с некоторыми спорными замечаниями, сделанными примерно в то же время Дэвидом Боуи, а также использование нацистских образов Сидом Вишесом и Сьюзи Сью, были основными катализаторами создания движения Рок против расизма, с концертом 30 апреля 1978 года. В интервью журналу Sounds magazine в октябре 1976 года Клэптон сказал, что он не является политическим деятелем и что его бессвязные замечания в тот вечер были неуместными.
В 2004 году в интервью Uncut Клэптон назвал Пауэлла «зверски храбрым». Он жаловался, что Великобритания «приглашает людей в качестве дешёвой рабочей силы, а затем отправляет их в гетто». В 2004 году Клэптон сказал в интервью Scotland on Sunday: «Я никак не могу быть расистом. Это не имеет смысла». В своей автобиографии 2007 года Клэптон утверждал, что «не обращает внимания на все это». В декабре 2007 года в интервью с Мелвином Брэггом в «The South Bank Show» Клэптон сказал Брэггу, что он не расист, но всё ещё считает комментарии Пауэлла актуальными.

### Богатство и активы
В 2009 году журнал Surrey Life Magazine поставил Клэптона на 17-е место в своём списке самых богатых жителей Суррея, оценив его состояние в 120 миллионов фунтов стерлингов. Это была комбинация дохода, имущества, яхта Va Bene стоимостью 9 миллионов фунтов стерлингов (ранее её владельцем был Берни Экклстоун), его музыкального back catalogue, доходов от гастролей и его холдинговой компании Marshbrook Ltd, которая заработала ему 110 миллионов фунтов стерлингов с 1989 года. В 2003 году Клэптон приобрёл 50 % доли поставщик принадлежностей мужского туалета Cordings Piccadilly. В то время владелец Нолл Улот пытался спасти магазин от закрытия и, как сообщается, связался с Клэптоном, его «лучшим клиентом»; в течение пяти минут Клэптон ответил: «Я не могу позволить этому случиться».
У музыканта также имеется большая коллекция картин, одна из которых, «Абстрактная живопись (809-4)», написанная художником Герхардом Рихтером, была продана за рекордные 34,2 миллиона долларов на аукционе Сотби.

### Коллекция автомобилей
С 1970-х годов Клэптон считал себя «автолюбителем» и часто заявлял о своей страсти к марке Ferrari. Клэптон в настоящее время владеет или владел линейкой Ferrari, и когда его спросили о его коллекции Ferrari в 1989 году, он сказал, что ему нравятся туристические автомобили, которые фирма производит для езды по дорогам, и прокомментировал: «если бы у меня было больше места и если бы я был мудрым, то у меня бы сейчас была огромная коллекция, и я бы стал мульти-мультимиллионером». В 2010 году он объяснил, что для него «Ferrari всегда был автомобилем номер один», которым он желает владеть и водить, и что он всегда поддерживал Ferrari на дороге и в гонках Формулы-1.
В 2012 году Ferrari наградила Клэптона изготовленным в единственном экземпляре специально для Эрика Ferrari SP12 EC, где EC — это инициалы Эрика Клэптона. Стоимость автомобиля составляет 4,75 млн долларов. В июле 2013 года Клэптон продемонстрировал его на Фестивале скорости в Гудвуде в Англии в рамках пробега суперкаров Michelin. В 2014 году Клэптон сказал, что Ferrari по-прежнему является его любимым автомобильным брендом. Среди других автомобилей, которыми владеет или владел Клэптон, есть винтажный Mini Cooper Radford, который ему подарил Джордж Харрисон.

### Благотворительность
В 1993 году Клэптон был назначен директором Clouds House, британского Центра лечения наркотической и алкогольной зависимости, и служил в их правлении до 1997 года. Клэптон также работал в совете директоров Центра химической зависимости с 1994 по 1999 год. Обе благотворительные организации впоследствии объединились, превратившись в Action on Addiction в 2007 году.
Клэптон сотрудничал с The Prince's Trust, ведущей британской молодёжной благотворительной организацией, которая обеспечивает обучение, личностное развитие, поддержку запуска бизнеса, наставничество и консультации. Клэптон с 1980-х годов выступал на благотворительных рок-концертах, организованной этой организацией, в последний раз в 2010 году.
В 1998 году он создал Центр Crossroads в Антигуа для оказания помощи другим людям в преодолении их зависимости от наркотиков и алкоголя и по сей день активно занимается контролем за её деятельностью и сбором средств. Для сбора средств для этого центра Клэптон организовал Crossroads Guitar Festival в 1999, 2004, 2007, 2010 и 2013 годах.

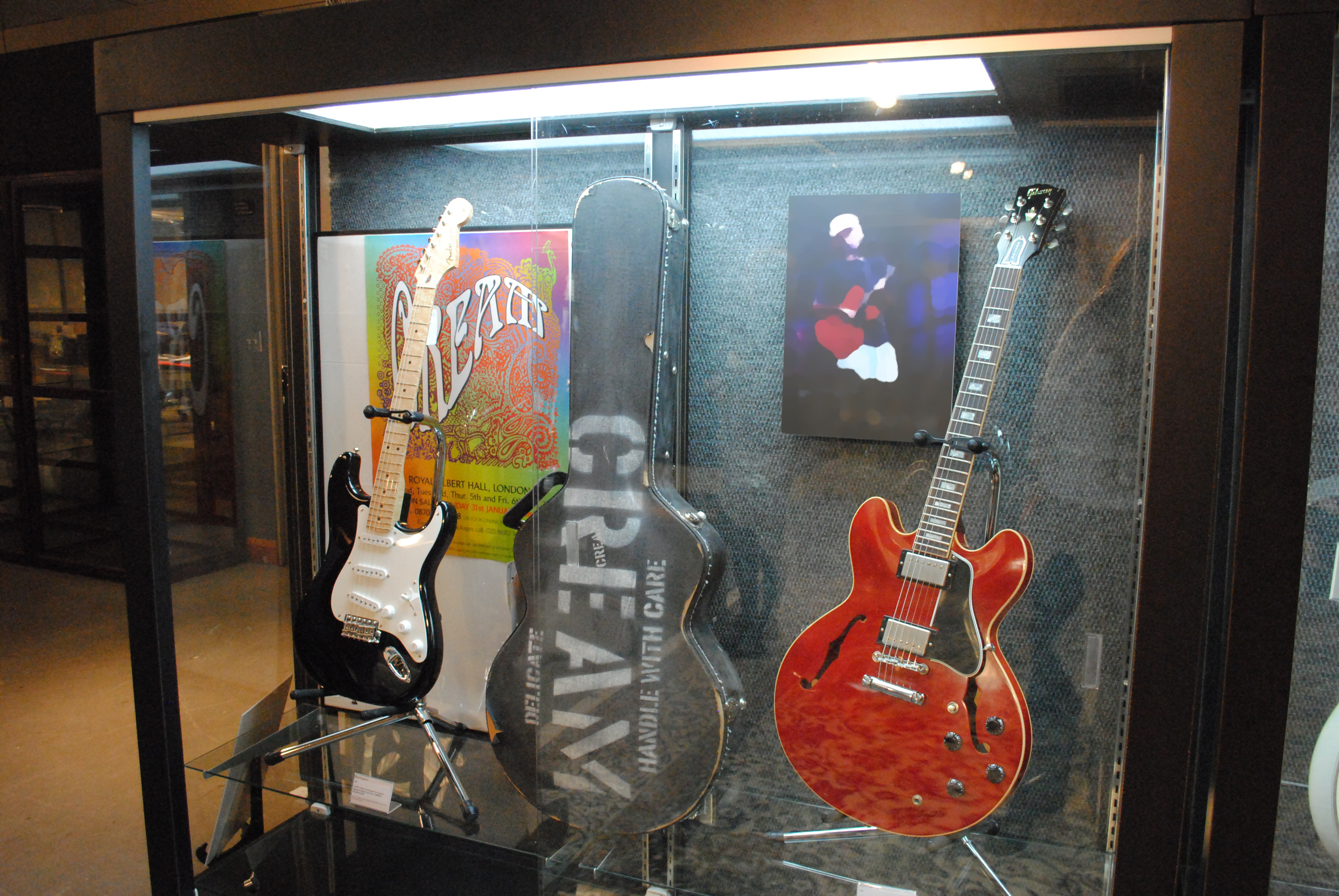
Аукцион гитар и усилителей Клэптона в помощь Центру Crossroads. 2011 год.

В 1999 году Клэптон выставил на аукцион часть своей коллекции гитар, чтобы собрать более 5 миллионов долларов США для дальнейшей поддержки Центра Crossroads в Антигуа, который он основал в 1997 году. Второй гитарный аукцион, включающий коллекции периода Cream, а также гитары, подаренные известными друзьями, состоялся 24 июня 2004 года. Его акустическая гитара Lowden продана за 41 825 долларов США. Доход от этого аукциона Christie’s составил 7 438 624 долларов США. В 2010 году Эрик Клэптон объявил, что он продаст более 150 предметов на аукционе в Нью-Йорке в 2011 году, а вырученные средства пойдут в пользу центра Crossroads в Антигуа. Среди них были гитара Клэптона, на которой он играл в туре с Cream в 2005 году, акустические колонки, использовавшиеся в начале 1970-х годов на концертах Derek and the Dominos, а также некоторые гитары от Джеффа Бека, Джей Джей Кейла и Джо Бонамассы. В марте 2011 года Клэптон заработал более 2,15 млн долларов США, продав 138 лотов, в том числе 75 гитар и 55 усилителей. В число лотов вошли полуакустическая гитара Gibson 1984 года, костюм от Джанни Версаче с концерта 1990 года в Королевском Альберт-Холле и копию знаменитой Fender Stratocaster, известной как «Блэки», которая принесла более 30 000 долларов. Все вырученные средства снова пошли в пользу Crossroad Centre.
В 2008 году он пожертвовал песню в альбом, выпущенный организацией Aid Still Required, чтобы помочь ликвидировать последствия разрушений, нанесённых от цунами в Юго-Восточной Азии 2004 года.

### Футбол
Клэптон — болельщик английского футбольного клуба «Вест Бромвич Альбион», выступающего в Английской премьер-лиге. В 1982 году он выступил с концертом на футбольном стадионе Хоторнс перед юбилейным матчем с Джоном Уайлом. Сообщается, что клуб отклонил его предложение инвестировать деньги в клуб примерно в это время. В конце 1970-х Клэптон поместил шарф West Brom на заднюю обложку своего альбома «Backless». В сезоне 1978/1979 Клэптон спонсировал домашний матч «Вест Бромвича» против турецкого «Галатасарая» в рамках Кубка УЕФА.

## Дискография

### Сольная карьера

#### Студийные альбомы
- 1970 — Eric Clapton
- 1974 — 461 Ocean Boulevard
- 1975 — There’s One in Every Crowd
- 1976 — No Reason to Cry
- 1977 — Slowhand
- 1978 — Backless
- 1981 — Another Ticket
- 1983 — Money and Cigarettes
- 1985 — Behind The Sun
- 1986 — August
- 1989 — Journeyman
- 1994 — From the Cradle
- 1998 — Pilgrim
- 2000 — Riding with the King (с Би Би Кингом)
- 2001 — Reptile
- 2004 — Me and Mr. Johnson (включает бонус-диск Sessions for Robert J)
- 2005 — Back Home
- 2006 — The Road to Escondido (с Дж. Дж. Кейлом)
- 2010 — Clapton
- 2013 — Old Sock[136]
- 2014 — The Breeze: An Appreciation of JJ Cale
- 2016 — I Still Do[англ.]
- 2018 — Happy Xmas
- 2024 — Meanwhile

#### Концертные альбомы
- 1973 — Eric Clapton’s Rainbow Concert
- 1975 — E. C. Was Here
- 1980 — Just One Night
- 1991 — 24 Nights
- 1992 — Unplugged
- 2004 — One More Car, One More Rider
- 2009 — Live from Madison Square Garden (with Steve Winwood)

### В составе групп
The Yardbirds
- 1964 — Five Live Yardbirds
- 1965 — For Your Love
- 1965 — Having a Rave Up with The Yardbirds
- 1965 — Sonny Boy Williamson and the Yardbirds
- 1971 — The Yardbirds Featuring Performances by: Jeff Beck, Eric Clapton, and Jimmy Page

The Immediate All-Stars
- 1968 — Blues Anytime Vol. 1 (сборник)
- 1968 — Blues Anytime Vol. 2 (сборник)
- 1968 — Blues Anytime Vol. 3 (сборник)
- 1971 — Guitar Boogie (сборник)
- 2000 — Hip Young Guitar Slinger (сборник)

John Mayall & the Bluesbreakers
- 1966 — Blues Breakers

Eric Clapton and the Powerhouse
- 1966 — What’s Shakin' (сборник)

Cream
- 1966 — Fresh Cream
- 1967 — Disraeli Gears
- 1968 — Wheels of Fire
- 1969 — Goodbye
- 1969 — Best of Cream (сборник)
- 1970 — Live Cream (концертный)
- 1972 — Live Cream Volume II (концертный)
- 1972 — Heavy Cream (сборник)
- 1983 — Strange Brew (сборник)
- 1995 — The Very Best of Cream (сборник)
- 1997 — Those Were the Days (бокс-сет)
- 2000 — 20th Century Masters (сборник)
- 2003 — BBC Sessions (сборник)
- 2005 — Cream Gold (сборник)
- 2005 — Royal Albert Hall London May 2-3-5-6, 2005 (концертный)
- 2011 — Icon (сборник)

Blind Faith
- 1969 — Blind Faith

Delaney & Bonnie
- 1970 — On Tour with Eric Clapton (концертный)

Vivian Stanshall and the Sean Head Showband
- 1974 — The History of the Bonzos (сборник)
- 1992 — Cornology (сборник)
- 2000 — New Tricks (сборник)

Derek and the Dominos
- 1970 — Layla and Other Assorted Love Songs
- 1973 — In Concert (концертный)
- 1990 — The Layla Sessions: 20th Anniversary Edition (бокс-сет)
- 1994 — Live at the Fillmore (концертный)

## Известные поклонники
Среди поклонников Клэптона немало известных личностей, в том числе:
- Ким Чен Чхоль — старший брат северокорейского диктатора Ким Чен Ына. В начале 2006 г. Чхоль открыто появился на концертах Клэптона в Германии[137]. 14 февраля 2011 года Чхоль был вновь замечен на концерте Клэптона в Сингапуре[138]. Открытое увлечение Клэптоном стоило Чхолю политической карьеры[137].